# Kereki, Somogy
Kereki  este un sat în districtul Siófok, județul Somogy, Ungaria, având o populație de 552 de locuitori (2011). 

## Demografie
Componența etnică a satului Kereki
     Maghiari (99,33%)
     Romi (0,67%)
Componența confesională a satului Kereki
     Romano-catolici (54,35%)
     Fără religie (8,88%)
     Reformați (6,7%)
     Necunoscută (30,07%)
Conform recensământului din 2011, satul Kereki avea 552 de locuitori. Din punct de vedere etnic, majoritatea locuitorilor (99,33%) erau maghiari.  Din punct de vedere confesional, majoritatea locuitorilor (54,35%) erau romano-catolici, existând și minorități de persoane fără religie (8,88%) și reformați (6,7%). Pentru 30,07% din locuitori nu este cunoscută apartenența confesională.